# Myrmarachne striatipes
Myrmarachne striatipes är en spindelart som först beskrevs av Koch L. 1879.  Myrmarachne striatipes ingår i släktet Myrmarachne och familjen hoppspindlar. Inga underarter finns listade i Catalogue of Life.